# Diederich Thomas Fretz
Diederich Thomas Fretz (Sankt Goar, 2 oktober 1743 – Colombo, 27 maart 1815) was koopman bij de Vereenigde Oostindische Compagnie (VOC) en commandeur van Fort Galle in het zuiden van Ceylon, nu Sri Lanka, tussen 1792 en 1796. Hij was de laatste Nederlandse commandeur van Fort Galle en overzag de overhandiging van het fort aan de Engelsen in februari 1796.

## Leven en gezin
Fretz is geboren op 2 oktober 1743 in Sankt Goar, destijds onderdeel van het Landgraafschap Hessen-Kassel, tegenwoordig een gemeente in Rijnland-Palts in Duitsland. Zijn vader was Jan Fransz Fretz en zijn moeder Anna Gertruida Herpel. Fretz overleed op 27 maart 1815 in Colombo, destijds onderdeel van Brits-Ceylon, tegenwoordig in Sri Lanka.
Fretz is twee keer getrouwd geweest. Hij trouwde voor het eerst in Colombo op 28 oktober 1764 met Cornelia Reijniera van Sanden. Cornelia van Sanden overleed in 1790. Haar grafsteen is te vinden in de Wolvendaalsche kerk in Colombo. Uit het huwelijk zijn elf kinderen geboren. Hun tiende kind en dochter Adriana Henrietta Fretz, geboren in Galle op 1 juli 1784, trouwde in 1819 in Batavia met Jacobus van Slingerlandt (1780-1850), lid van de Raad van Justitie in Batavia.
Na het overlijden van zijn eerste vrouw trouwde Fretz, vermoedelijk in 1796, met Gertruida Henrietta Bartels. Uit dit huwelijk zijn drie kinderen geboren.

## Levensloop
Fretz is in 1763 op 20-jarige leeftijd naar Ceylon vertrokken als kapitein (militair) op het VOC schip Gouverneur-Generaal. Het schip vertrok van Goeree op 23 juli 1763.
Fretz bekleedde binnen de Vereenigde Oostindische Compagnie op Ceylon verschillende functies. Hij was vanaf 1769 de opzichter (koral) van een gewest (korale) in Galle en vanaf 1780 het hoofd van Mahabedda. Hij was vanaf 1785 koopman en plaatsvervanger hoofd (dessave) van het district Matara en vanaf 1787 het hoofd (dessave) van het district Colombo en in die hoedanigheid lid van de Politieke Raad van de gouverneur. Hij leidde tegelijkertijd een plantage waar kaneel, betelnoot, koffie en peper werd verbouwd. In 1792 werd hij benoemd tot commandeur van Fort Galle. Hij stond daarmee, samen met de commandeur van het Fort Jaffna, direct onder de hoogste gezaghebber op Ceylon, op dat moment Johan van Angelbeek.
Begin 1796 droeg de Nederlandse gouverneur Johan van Angelbeek de Nederlandse bezittingen over aan de Engelsen. Dit geschiedde naar aanleiding van de Brieven van Kew uitgevaardigd begin 1795 door Willem V van Oranje-Nassau, de stadhouder die na de uitroeping van de Bataafse Republiek naar Engeland was gevlucht. In die brieven riep Willem V op tot opstand tegen de Fransen en gaf hij bevel aan de overzeese gouverneurs om de Nederlandse overzeese gebieden aan de Engelsen over te dragen om te voorkomen dat die in Franse handen zouden vallen. Dit gold ook voor Ceylon. Na enkele schermutselingen rond  de haven van Trincomalee in juli-augustus 1795 tekenden de Nederlandse en de Engelsen op 15 februari 1796 in Colombo het verdrag dat de overdracht van de Nederlandse bezittingen aan de Engelsen regelde. Zoals overeengekomen in het verdrag overhandigde commandeur Fretz Fort Galle op 23 februari 1796 aan Lachlan Macquarie, de vertegenwoordiger van de Engelse gezaghebbers.
Fretz is na de overhandiging van Ceylon aan de Engelsen in Ceylon gebleven. Die vrijheid werd hem gegeven in het verdrag gesloten met de Engelsen. Na het overlijden van Johan van Angelbeek in 1799 maakte hij aan Sebastiaan Cornelis Nederburgh zijn belangstelling kenbaar voor de positie van gouverneur voor het geval Ceylon weer onder Nederlandse bestuur zou komen. Tegelijkertijd was hij kennelijk realistisch genoeg om te beseffen dat die kans gering was. Fretz was een van de eerste Nederlanders in Ceylon die trouw beloofde aan de Engelse troon en het daarmee mogelijk maakte dat hij een functie ging bekleden in de civiele rechtbank in Galle.

## Overhandiging van Fort Galle
Lachlan Macquarie kreeg van James Stuart, de verse Engelse gezaghebber in Colombo, de opdracht om Fort Galle in bezit te nemen na de ondertekening van het verdrag tussen Nederland en Engeland op 15 februari 1796. Macquarie doet in zijn dagboek en in brieven verslag van de overhandiging van Fort Galle door Fretz.
Macquarie vertrok van Colombo op 19 februari 1796 met 850 Engelse troepen. Op 22 februari 1796 in de middag zette hij kamp op enkele kilometers van Fort Galle en zond hij een gezant naar Fretz. De gezant overhandigde hem een brief van Macquarie, samen met een brief van Johan van Angelbeek, met het verzoek om Fort Galle te overhandigen de volgende dag om 12.00 uur. Fretz antwoordde hem dezelfde avond dat alles in gereedheid was gebracht voor de overhandiging.
De volgende ochtend, 23 februari 1796, gingen Macquarie en de Engelse troepen om 10.00 uur op weg naar Fort Galle. Fretz zond een koets en twee leden van de raad vooruit om Macquarie op te halen. Terwijl de Engelse troepen doorliepen en stand hielden voor de port van het fort, ontving Fretz, samen met andere lokale gezaghebbers, Macquarie in de residentie van de commandeur binnen Fort Galle. Daar overhandigde Fretz hem op een zilveren schaal formeel de sleutels van de verschillende onderdelen van het fort. Fretz hield daarbij een korte toespraak, waarbij hij zichtbaar aangeslagen was en tranen in zijn ogen had. De formele overhandiging van Fort Galle was daarmee om 12.30 een feit.
Op bevel van Macquarie liepen de Engelse troepen vervolgens Fort Galle binnen. Zij stelden zich op het grote plein op tegenover de 650 Nederlandse troepen. Fretz overzag vervolgens hoe de Nederlandse troepen zich overgaven en de Nederlandse vlag gestreken werd. De Engelse vlag werd toen gehesen onder begeleiding van een-en-twintig Engelse geweerschoten. 
Fretz stelde de residentie van de commandeur op 23 februari 1796 ter beschikking aan Macquarie, maar deze stond erop dat Fretz en zijn gezin vooralsnog in de residentie bleven wonen terwijl hij daar een aantal kamers betrok. In de dagen daarna inspecteerden Fretz en Macquarie samen Fort Galle en de omgevingen. Zij bezochten op zondagen samen de Groote Kerk. Op 18 maart 1796 droeg Macquarie het bevel van Fort Galle over aan een Engelse onderofficier aangezien hij met spoed naar zijn zieke echtgenote in Mumbai moest vertrekken.
Uit het dagboek en de brieven van Macquarie blijkt dat hij en Fretz een goede verstandhouding hadden tijdens en in de weken na de overhandiging van Fort Galle. In zijn brief van 29 maart 1796 aan Fretz bespreekt Macquarie hoe hij bij James Stuart de wens van Fretz heeft opgebracht dat de rechtbank kennis neemt van de echtscheiding van zijn oudste dochter.